# Salemi
Salemi ist eine italienische Gemeinde im Freien Gemeindekonsortium Trapani in der Autonomen Region Sizilien mit 9942 Einwohnern (Stand 31. Dezember 2023) und ist Mitglied der Vereinigung I borghi più belli d’Italia (Die schönsten Orte Italiens).

## Lage und Daten
Salemi liegt 37 km südöstlich von Trapani auf einer Höhe von 446 m. Die auf einer Fläche von 181 km² lebenden Einwohner arbeiten hauptsächlich in der Landwirtschaft und der Holzverarbeitung. Tradition hat das Spitzenkunsthandwerk.
Salemi hat mit dem Bahnhof Salemi-Gibellina Anschluss an die Bahnstrecke Palermo–Trapani. Die Autobahn A29 / E90 ist etwa 4 km vom Salemi entfernt.
Die Nachbargemeinden sind Calatafimi Segesta, Castelvetrano, Marsala, Mazara del Vallo, Santa Ninfa, Trapani und Vita.

## Geschichte
Salemi ist sikanischen oder elymischen Ursprungs. Der antike Name war Halicyae. Zu römischer Zeit war die Stadt eine der freien Städte Siziliens. Im Mittelalter herrschten die Araber. Während ihrer Zeit erweiterten sie die Stadt und die Befestigungsanlagen. Der Name der Stadt stammt aus dieser Zeit: das arabische Wort salam bedeutet Frieden und ist auch als Name gebräuchlich.
Giuseppe Garibaldi erklärte sich in einer am 14. Mai 1860 vom Balkon des Schlosses Salemi verlesenen Proklamation zum „Diktator von Sizilien“.
Bei dem Erdbeben 1968 erlitt die Stadt schwere Schäden. Nur ein Teil der alten Stadt wurde wiederhergestellt, ein Teil der Bevölkerung zog in Neubauten in Richtung Tal.
1970 und ab den späten 1990er Jahren wurde die Ausgrabungsstätte Monte Polizzo erforscht. Sie liegt 6 km nordwestlich von Salemi. 

## Sehenswürdigkeiten
- Das im 13. Jahrhundert von Friedrich II. erbaute Castello
- Pfarrkirche, es besteht nur noch der Chorraum
- Jesuitenkolleg, erbaut im 17. Jahrhundert, heute das Gemeindemuseum
- Kirche Sant’Agostino in der Nähe des Rathauses
- Basilika San Miceli aus byzantinischer Zeit

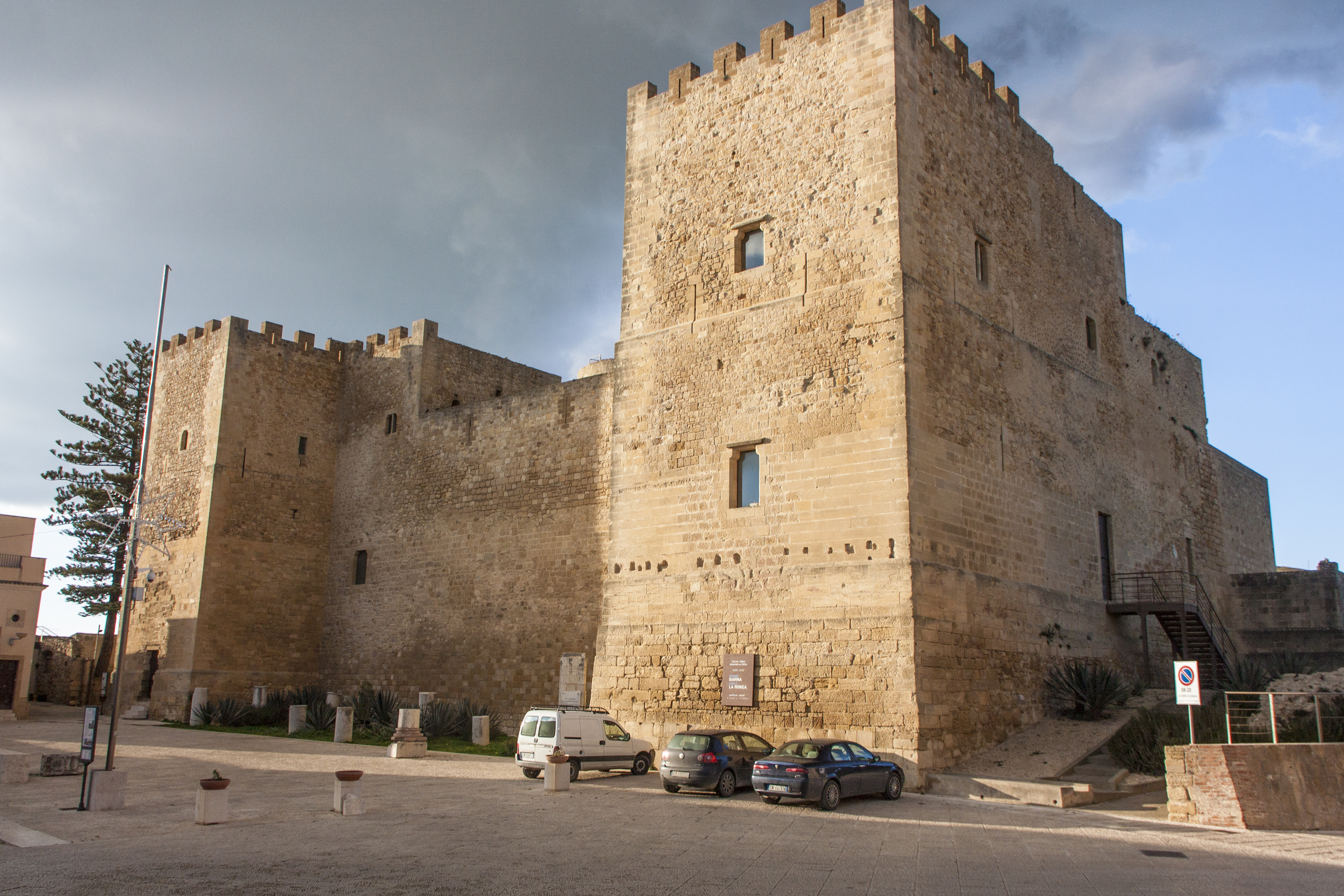
Castello di Salemi
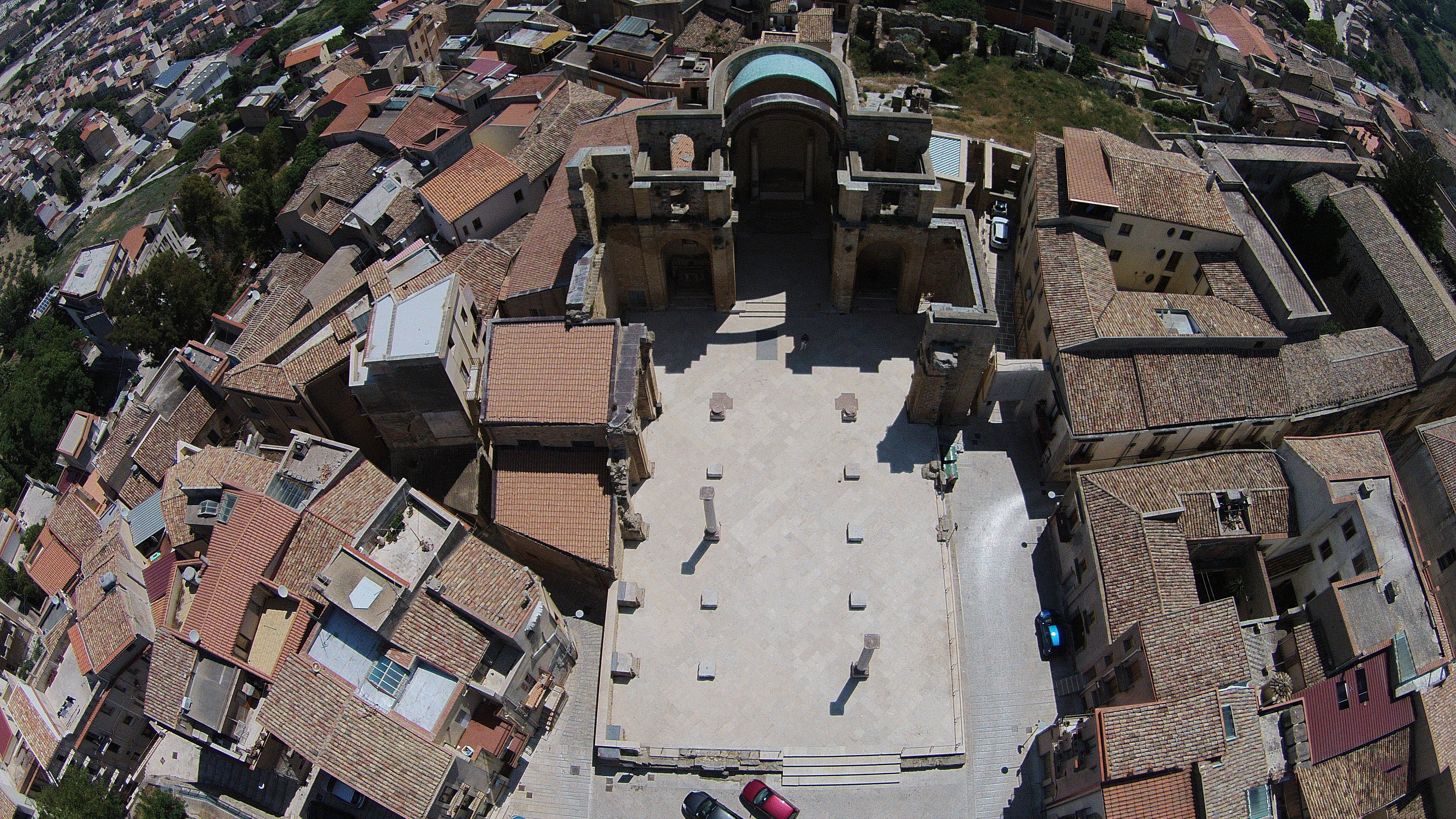
Chorraum der Pfarrkirche
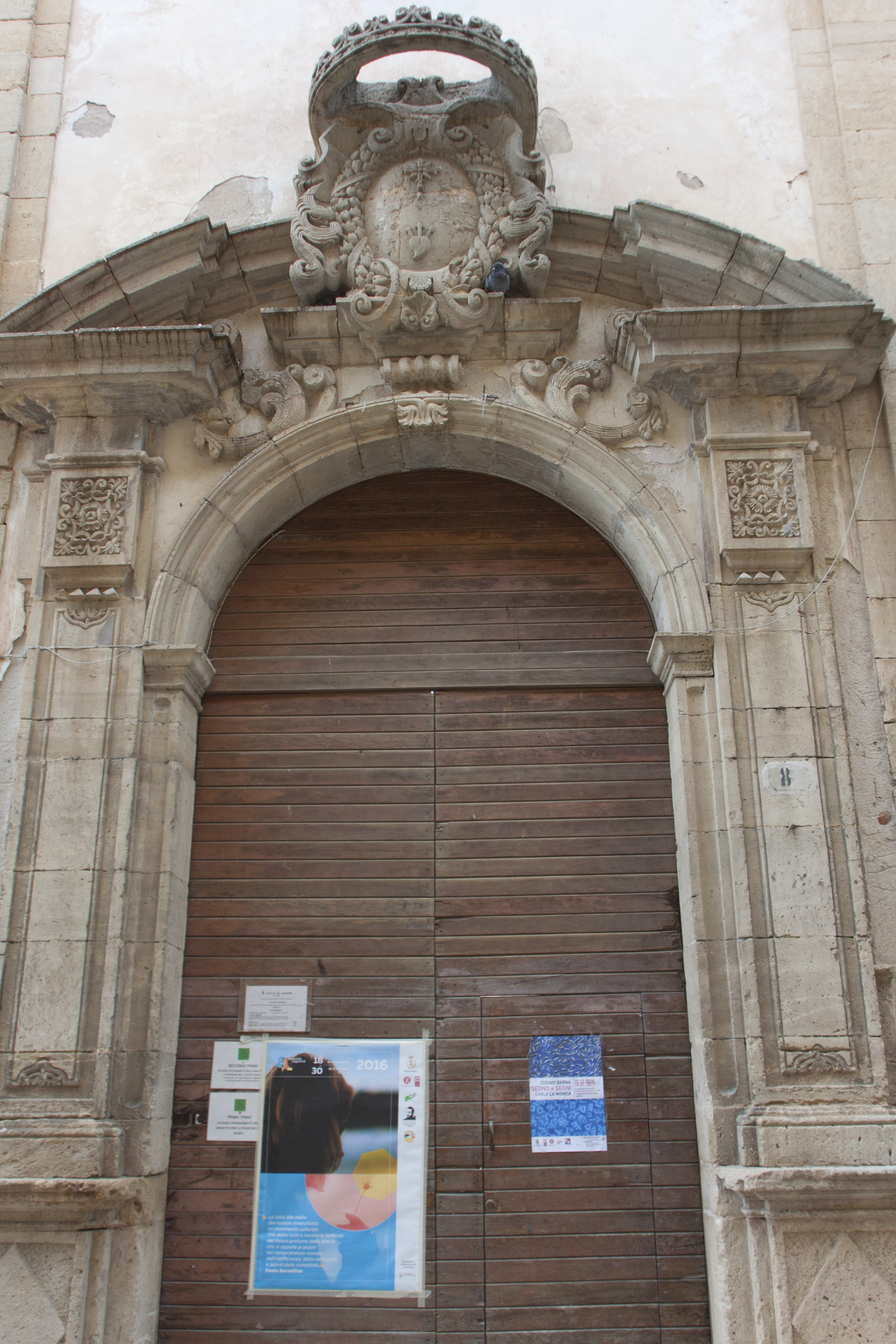
Ehemaliges Jesuitenkolleg
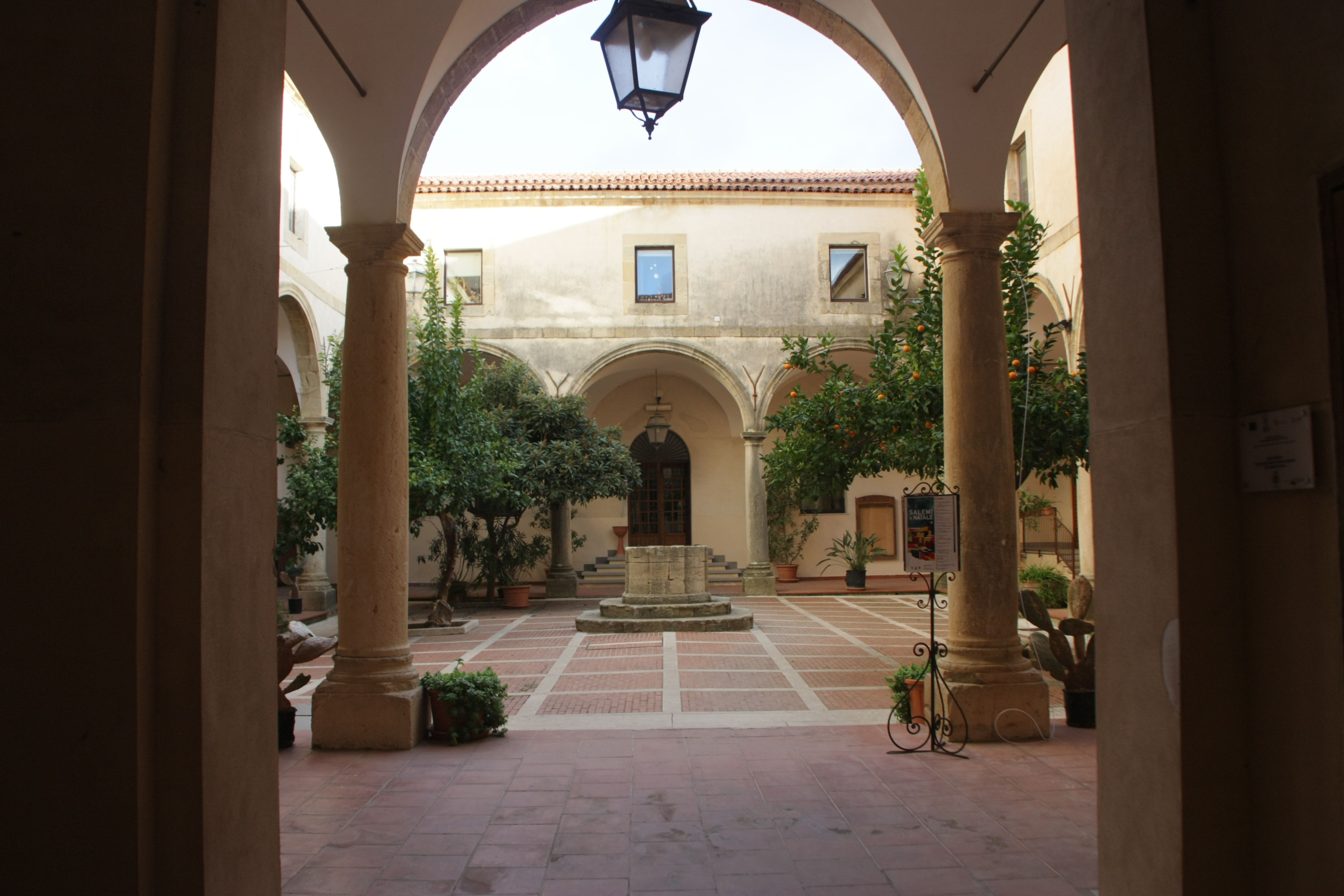
Kirche Sant’Agostino
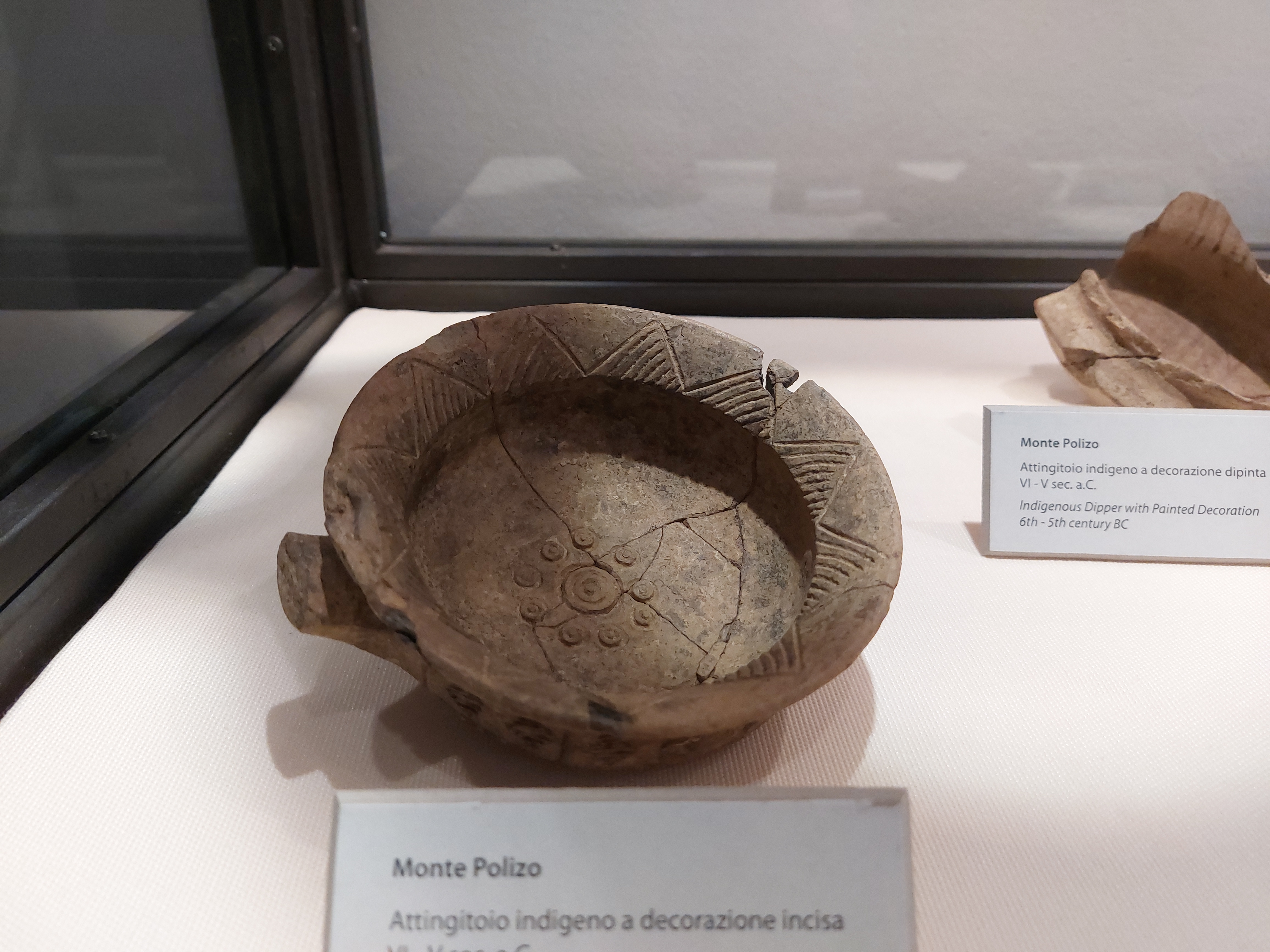
Fundstück der Ausgrabungsstelle Monte Polizzo